# Conferencia de Washington de 1921

Conferencia Naval de Washington

La Conferencia de Washington de 1921, celebrada entre el 12 de noviembre de 1921 y el 6 de febrero de 1922, fue una de las múltiples conferencias producidas durante el periodo de entreguerras con el fin de intentar un desarme de las potencias, de manera que no se volviese a producir otra guerra mundial. La conferencia fue llevada a cabo independientemente de la Sociedad de Naciones, y a la misma asistieron nueve naciones —Estados Unidos, Japón, Francia, Reino Unido, Italia, Bélgica, China, Países Bajos y Portugal— que mantenían intereses en el océano Pacífico y Asia oriental. Otras naciones como Alemania o la Rusia Soviética no fueron invitadas. Los participantes acordaron el Tratado Naval de Washington.

## Antecedentes
Los artículos del Pacto de la Sociedad de Naciones de 1919 establecían un desarme de las potencias, y el Consejo de Seguridad estableció unos planes para el desarme, que los estados deberían estar obligados a aceptar. La realidad es que los estados no dieron ningún paso importante hacia el desarme.
Hubo sin embargo dos momentos en los que pareció factible el desarme, sobre todo en el desarme naval, que era el más importante. Las dos conferencias que hubo para el desarme naval son importantes, y hubieran tenido grandes repercusiones de llevarse a cabo, y van a ser la Conferencia de Washington de 1921, así como la Conferencia Naval de Londres.

## La Conferencia de Washington
La Conferencia de Washington Conference fue convocada por el presidente Warren G. Harding y organizada por el Secretario de estado Charles Evans Hughes. Harding exigió dar el paso con la idea de ganar apoyos en el ámbito interno. Por su parte Hughes —ayudado por los criptógrafos que descifraban los secretos diplomáticos japoneses— logró encarrilar un acuerdo diplomático en un difícil contexto internacional.
A la conferencia asistieron las más importantes potencias, entre ellas China, Japón, Francia y el Reino Unido. El fin de la misma es que estas potencias limiten su potencial militar, de manera que así lo acuerden todos. Lo primero que se acuerda es limitar los denominados “buques de línea” que son los grandes barcos de guerra: los acorazados y Cruceros de batalla, llamados así porque podían navegar en línea al tener un casco fuerte y potentes cañones. Se intenta acordar que las potencias paren la producción de los que en ese momento se estaban fabricando, y que se destruyan los antiguos, es decir, los que superarán los 30 años. Sin embargo, las potencias no estuvieron muy de acuerdo, y Japón fue el primer país en decir que no iba a cumplir con este acuerdo, seguido por el Reino Unido.
No se llegó pues a un acuerdo sobre ese punto, pero sí se llegó a un acuerdo sobre el tonelaje de los barcos. A Estados Unidos y Reino Unido se les estableció que cada uno de ellos podría tener 525 000 toneladas de desplazamiento, repartidas de la manera que estimasen conveniente, Japón 315 000, y Francia y el Reino de Italia 175 000 toneladas cada uno. Para el resto de países fue imposible llegar a un acuerdo.

## Resultados
El Tratado Naval de Washington logró ser eficaz de cara a la construcción de nuevas flotas de acorazados y los pocos buques de este tipo que se construyeron fueron limitados en tamaño y armamento. Un buen número de grandes navíos y buques capitales fueron dados de baja y/o desguazados, mientras que algunos de los buques que se hallaban en construcción fueron reconvertidos en portaaviones. 
Sin embargo, incluso con el Tratado de Washington las principales marinas de guerra siguieron desconfiando unas de otras, y durante un breve período (1927-1930) entraron en una carrera naval por construir el mayor número posible de cruceros, que habían sido limitados en desplazamiento (10 000 toneladas) pero no en número.